# Aurelio Galfetti
Aurelio Galfetti (Lugano, 2 aprile 1936 – Bellinzona, 6 dicembre 2021) è stato un architetto svizzero.

## Biografia
Si laureò al Politecnico federale di Zurigo. Nel 1960 aprì il suo primo studio professionale a Lugano, trasferendolo poi a Bedano nel 1963, a Bellinzona nel 1976 e di nuovo a Lugano nel 1992; dal 1993 al 1998 fu titolare di uno studio anche a Ginevra. Tra il 1962 e il 1980 collaborò con gli architetti della cosiddetta "scuola ticinese" Mario Botta, Ivano Gianola, Flora Ruchat, Luigi Snozzi, Rino Tami, Ivo Trümpy e Livio Vacchini. Nel 2007 creò uno studio anche in Italia, a Padova, insieme all'ingegnere Luciano Schiavon.
Alla sua attività di architetto, dal 1984 affiancò l'impegno didattico. Insegnò in qualità di professore invitato al Politecnico Federale di Losanna e all'UP8 di Parigi; nel 1996, insieme a Mario Botta fondò l'Accademia di Architettura di Mendrisio, nella quale ricoprì il ruolo di direttore e di responsabile per il ciclo Master per l'Architettura del Territorio. Partecipò a conferenze e seminari internazionali in Europa, America e Australia.
Era zio materno del politico francese Manuel Valls.

## Progetti

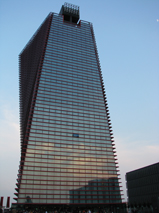
La Torre Rossa del NET Center, a Padova.

Un'ottantina di progetti realizzati ha consentito all'architetto di confrontarsi, nel corso della sua carriera, con temi variati e complessi, spaziando in ambiti eterogenei: dall'edilizia residenziale alle strutture di uso pubblico, dagli interventi a destinazione commerciale e direzionale fino alle infrastrutture. Fra di essi vale la pena ricordare Casa Rotalinti a Bellinzona (1960-1961), l'aula polivalente dell'Università della Svizzera italiana (con J. Könz, 1998-2001), l'École nationale de musique di Chambéry (con Y. Keromnes, 1998-2001, valsa la nomina ai premi "Equerre d'Argent 2002" e "Grand Public de l'Architecture 2003" del Ministero Francese della Cultura e della Comunicazione), la Mediateca di Chambéry (1989-1990), l'Ospedale neurospichiatrico a Mendrisio (1969-1975), il Bagno pubblico (con Ivo Trümpy e Flora Ruchat, 1967-1970), il Centro tennistico (con Walther Buchler e P. Ceresa, 1983), la Piscina coperta e la Pista di pattinaggio (1993) di Bellinzona, il Centro di manutenzione autostradale di Airolo (con Rino Tami, 1969-1979) e i ripari fonici autostradali ai piedi del Monte Generoso (con L. Pellegrini, 2001-2004), il Portale Morettina e Piazza Castello a Locarno (con L. Pellegrini, 1988-2001), una stazione per il bus a Losanna (con A. Spitsas, 1988), l'Edificio postale di Bellinzona (con A. Bianchi e R. Molina, 1977-1985), la sede della ditta Safilo (con L. Pellegrini, 1998-2002) e il NET Center (con C. Barchi e L. Schiavon, 2001-2005) a Padova.
Nell'ambito del restauro monumentale va segnalato quello della Chiesa di Santa Croce (Riva San Vitale) (1967-1975); fra gli allestimenti espositivi, quello del Parco per l'esposizione di sculture a Cureglia (1993). Va poi menzionato il progetto di Alptransit Ticino, preparato in collaborazione con P. Borrella, R. Ceschi, G. Gignoli e R. Ratti (collaboratori: A. Steiner, M.-H. Weber, A. Zufferey, 1993).
Nel 2001, insieme all'ingegner Luciano Schiavon, si dedicò al progetto NET Center, a Padova, che ospita il grattacielo più alto della regione: la Torre Rossa, caratterizzata dall'impatto cromatico dei pannelli frangisole e dalla particolarità della sua sagoma, un trapezio con rapporto variabile dei lati nell'estensione verticale dei piani. Negli anni successivi, i suoi interventi nell'area della provincia di Padova si estendono al Centro Commerciale AdiaCenter, al Piano Urbanistico San Lazzaro e al complesso residenziale sul lago Boscalto: tutti progetti promossi e voluti dal "developer" Bruno Basso della omonima società Edilbasso S.p.A di Loreggia, Padova.
Nel 2014 creò il team Galfetti, composto dai suoi più stretti collaboratori, la luganese Carola Barchi e due italiani, Luciano Schiavon ed Alex Braggion. Il team partecipò al Concorso di progettazione per la nuova sede dell’IRB (Istituto di Ricerca in Biomedicina, affiliato all'Università della Svizzera Italiana) a Bellinzona, risultando vincitore.
Nel 2018 fu consulente scientifico per lo studio Di Gregorio Associati di Parma, progettista dell'intervento di riqualificazione del quartiere fieristico Fiera di Bologna, originariamente ad opera di Leonardo Benevolo e tra i poli espositivi più importanti d'Europa.

## Progetti realizzati

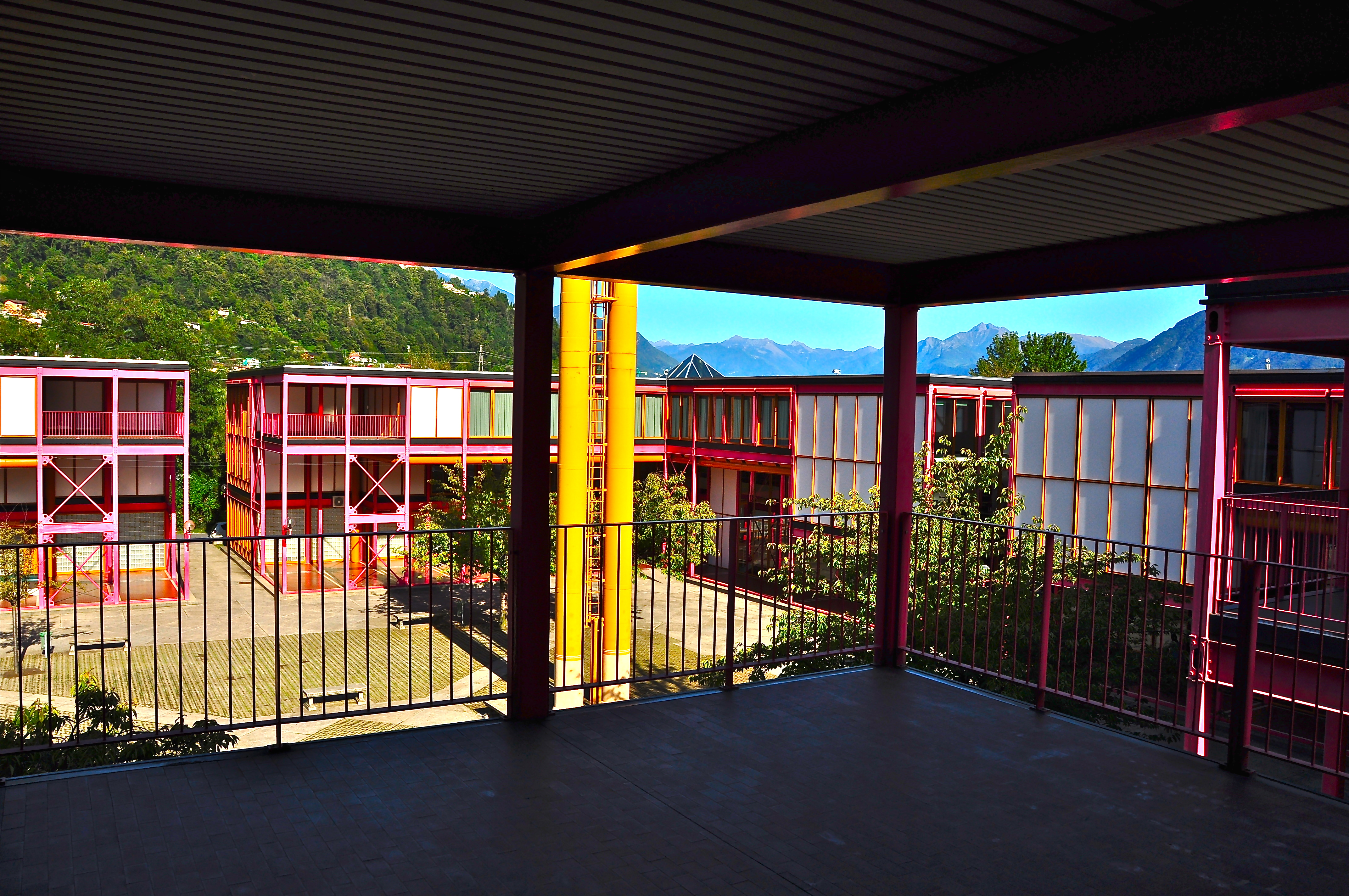
Scuola Media - Losone

- Bagno pubblico (in collaborazione con Flora Ruchat e Ivo Trümpy) Bellinzona, Svizzera (1965/1970)
- Scuola elementare (in collaborazione con Flora Ruchat e Ivo Trümpy) Lugano, Svizzera (1968/1970)
- Ospedale neuropsichiatrico Mendrisio, Svizzera (1965/1975)
- Edificio ad appartamenti Biasca, Svizzera (1971)
- Scuola media (in collaborazione con Livio Vacchini) Losone, Svizzera (1971)
- Scuola materna Bedano, Svizzera (1972)
- Casa Galli Caslano, Svizzera (1975)
- Edificio postale (in collaborazione con Luigi Pellegrini) Bellinzona, Svizzera (1977/1985)
- Restauro del Castelgrande (in collaborazione con Rolf Leuppi e Luigi Pellegrini) Bellinzona, Svizzera (1ª parte 1981/1991 - 2ª parte 1992/2000)
- Centro tennistico Bellinzona, Svizzera (1982/1985)
- Edificio residenziale "Al portone" Bellinzona, Svizzera (1984/1985)
- Edifici residenziali "Bianco e Nero" Bellinzona, Svizzera (1986/1988)
- Casa Ferretti Gravesano, Svizzera (1986)
- Edificio residenziale "Leonardo" Lugano, Svizzera (1986)
- Edificio multifunzionale "Chaudron" Losanna, Svizzera (1987/1993)
- Pensilina in Piazza Chaudron Losanna, Svizzera (1994)
- Edificio residenziale Parigi, Francia (1987/1988)
- Portale dell'autostrada e rotonda di piazza Castello Locarno, Svizzera (1988/2000)
- Mediateca Chambéry, Francia (1987/1988)
- Edificio "La Residence" Maastricht, Paesi Bassi (1994/2000)
- Casa Dürr Brissago, Svizzera (1992/1993)
- Progetto "Alptransit Ticino" Canton Ticino, Svizzera (1993/in fase di realizzazione)
- Casa Ghidossi Bellinzona, Svizzera (1994/1995)
- Cantina vinicola Ghidossi Cadenazzo, Svizzera (1994)
- Edificio per uffici Ginevra, Svizzera (1994)
- Centro civico comunale Gorduno, Svizzera (1994/1996)
- Casa Feigenwinter Locarno-Monti, Svizzera (1994/1997)
- Casa Beffa Agno, Svizzera (1996/1997)
- Ampliamento sede Safilo Padova, Italia (1999/2003)
- Cité des Arts Chambéry, Francia (1998/2001)
- Casa Galfetti presso Parikia, Isola di Paros [non chiaro], Grecia (1993/2001)
- Ripari fonici autostradali Capolago-Maroggia, Svizzera (1998)
- Net Center Padova, Italia (1993/2008)
- Aula magna dell'USI Lugano, Svizzera (1998/2001)
- Casa Vitali Bergamo, Italia (2005)
- Riqualificazione di Piazza Indipendenza San Donà di Piave, Italia (2011/2012)

## Mostre monografiche
- Tendenzen, Politecnico federale, Zürich, 1975
- La modernité, un projet inachevé, Paris, 1983
- Corbu vu par ..., Institut français d'architecture, Paris, 1987
- Aurelio Galfetti, Bellinzona, Architektur Forum, Zürich, 1989
- Immeuble multifonctionnel Ulysse, Credit Foncier Vaudois, Lausanne, 1992
- Aurelio Galfetti, Scuola Sci-Arc, Vico-Morcote, 1994
- Aurelio Galfetti dall'1:100000 all'1:1, Museo Vela, Ligornetto, 1993
- Aurelio Galfetti dall'1:100000 all'1:1, Uni Dufour, Genève, 1994

## Mostre collettive
- Galfetti, Snozzi e Vacchini, Museum of Finnish Architecture - Alvar Aalto-museo, Helsinki, 1990
- Un lugar, cuatro arquitectos: Botta, Galfetti, Snozzi, Vacchini en el Ticino, Museo de Bellas Artes - Pro Helvetia, Caracas, 1995-1996; in seguito Città del Messico, Buenos Aires, Lima.
- Mostra "Il Bagno di Bellinzona" [di Aurelio Galfetti, Flora Ruchat-Roncati, Ivo Trümpy] presso l'Accademia Architettura Mendrisio - 17 settembre 2009 (a cura di Nicola Navone e Bruno Reichlin)

## Premi
- Premio Beton (1989)
- Premio dell'Università di Cracovia (1992)
- Médaille d'argent de la Formation - Académie d'Architecture de Paris (18 giugno 2002)

## Pubblicazioni
- Galfetti Aurelio, Il progetto dello spazio, I saggi, Cernobbio - Archivio Cattaneo, 2009
- Galfetti Aurelio e Tedeschi Letizia (A Cura di), Progetto e territorio : gli assi di transito e le trasformazioni territoriali del Cantone Ticino : atti della giornata di studio, Airolo, 24 settembre 1998 , Mendrisio : Accademia di architettura, Università della Svizzera Italiana, 2001
- Galfetti Aurelio, Aurelio Galfetti : projets 1987-1993 , Catalogue de l'exposition tenue à l'Uni-Dufour de Genève, 16 juin-8 juillet 1994, Genève. Université de Genève, 1994
- Galfetti Aurelio, Villa Girasole : la storia [Mendrisio] : Mendrisio Academy Press, 2006